# Гагарин, Владимир Григорьевич
Владимир Григорьевич Гагарин (1955—2012) — советский и  российский военачальник, доктор военных наук, генерал-лейтенант. Заместитель командующего и член Военного Совета Ракетных войск стратегического назначения Российской Федерации (2006—2011). Заслуженный военный специалист Российской Федерации (2004).

## Биография
Родился 6 июля 1955 года в посёлке Нижняя Луговка, Иркутской области.
С 1973 по 1977 год обучался в Серпуховском высшем командно-инженерном училище имени Ленинского комсомола. С 1972 года направлен в Ракетные войска стратегического назначения СССР, где служил на различных командно-инженерных должностях, в том числе: старший оператор-инженер, начальник отделения, заместитель начальника и начальник группы, начальник штаба ракетного дивизиона. 
С 1982 по 1984 год проходил обучение на командном факультете Военной академии имени Ф. Э. Дзержинского с отличием. С 1984 по 1985 год — командир дивизиона и начальник штаба ракетного полка. С 1988 по 1991 год — командир 773-го гвардейского ракетного полка, в состав полка входили девять установок РТ-2ПМ «Тополь». С 1991 по 1995 год — начальник штаба 29-й гвардейской ракетной дивизии. С 1995 по 1999 год — командир 23-й гвардейской ракетной дивизии. С 1999 по 2001 год — начальник штаба и первый заместитель командующего, с 2001 по 2002 год — командующий 53-й ракетной армии, в составе соединений армии под руководством В. Г. Гагарина имелись подвижный грунтовый ракетный комплекс стратегического назначения с трёхступенчатой твердотопливной межконтинентальной баллистической ракетой «Тополь» и стратегические ракетные комплексы подвижного железнодорожного базирования «БЖРК». В 2000 году окончил Высшие академические курсы при Военной академии Генерального штаба Вооружённых сил Российской Федерации. 
С 2002 по 2006 год — командующий 27-й гвардейской ракетной армии, в составе соединений армии под руководством В. Г. Гагарина имелись ракетные комплексы УР-100Н УТТХ, РТ-2ПМ «Тополь» и РТ-2ПМ2 «Тополь-М». С 2006 по 2011 год — заместитель командующего и член Военного совета Ракетных войск стратегического назначения Российской Федерации. 
С 2011 года в запасе.
Скончался 6 июля 2012 года в Москве, похоронен на кладбище Судогодского района Владимирской области.

## Награды
- Орден Почёта (2009)
- Орден «За военные заслуги» (1999)
- Орден «За службу Родине в Вооружённых Силах СССР» III степени (1990)
- Заслуженный военный специалист Российской Федерации (2004)[1][3]